# 속눈썹

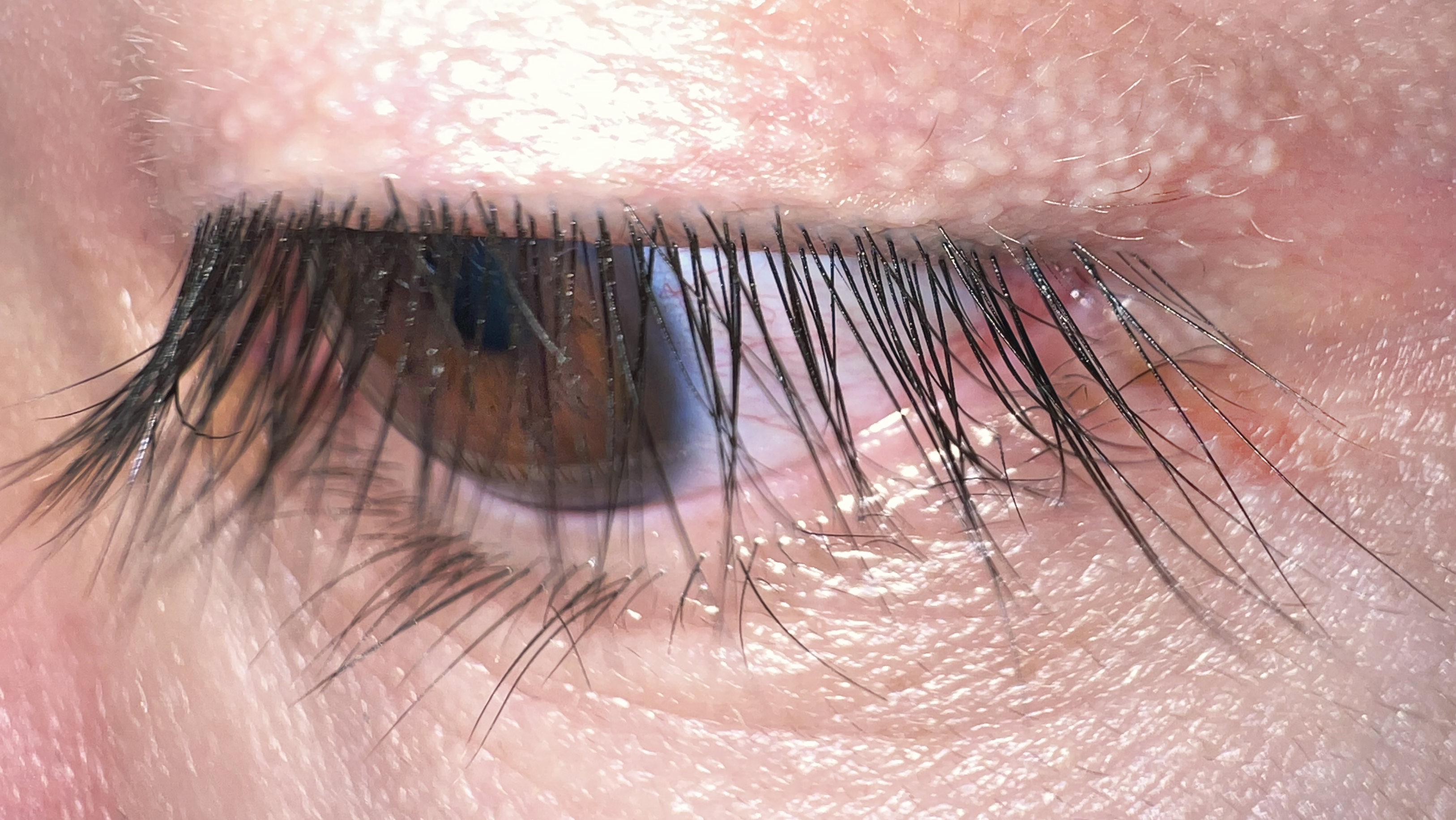
긴사람의 속눈썹

속눈썹(영어: eyelash, lash)은 눈꺼풀 끝에 나와 있는 털이다. 눈꺼풀 가장자리에 자라는 털 중 하나이다. 위 눈꺼풀과 아래 눈꺼풀 가장자리에 한 층으로 자란다. 속눈썹은 이물질, 먼지 및 작은 입자로부터 눈을 보호하고 접촉에 민감하다는 점에서 수염이 고양이나 생쥐에게 하는 것과 동일한 기능을 일부 수행한다. 눈은 반사적으로 닫힌다.

## 기능

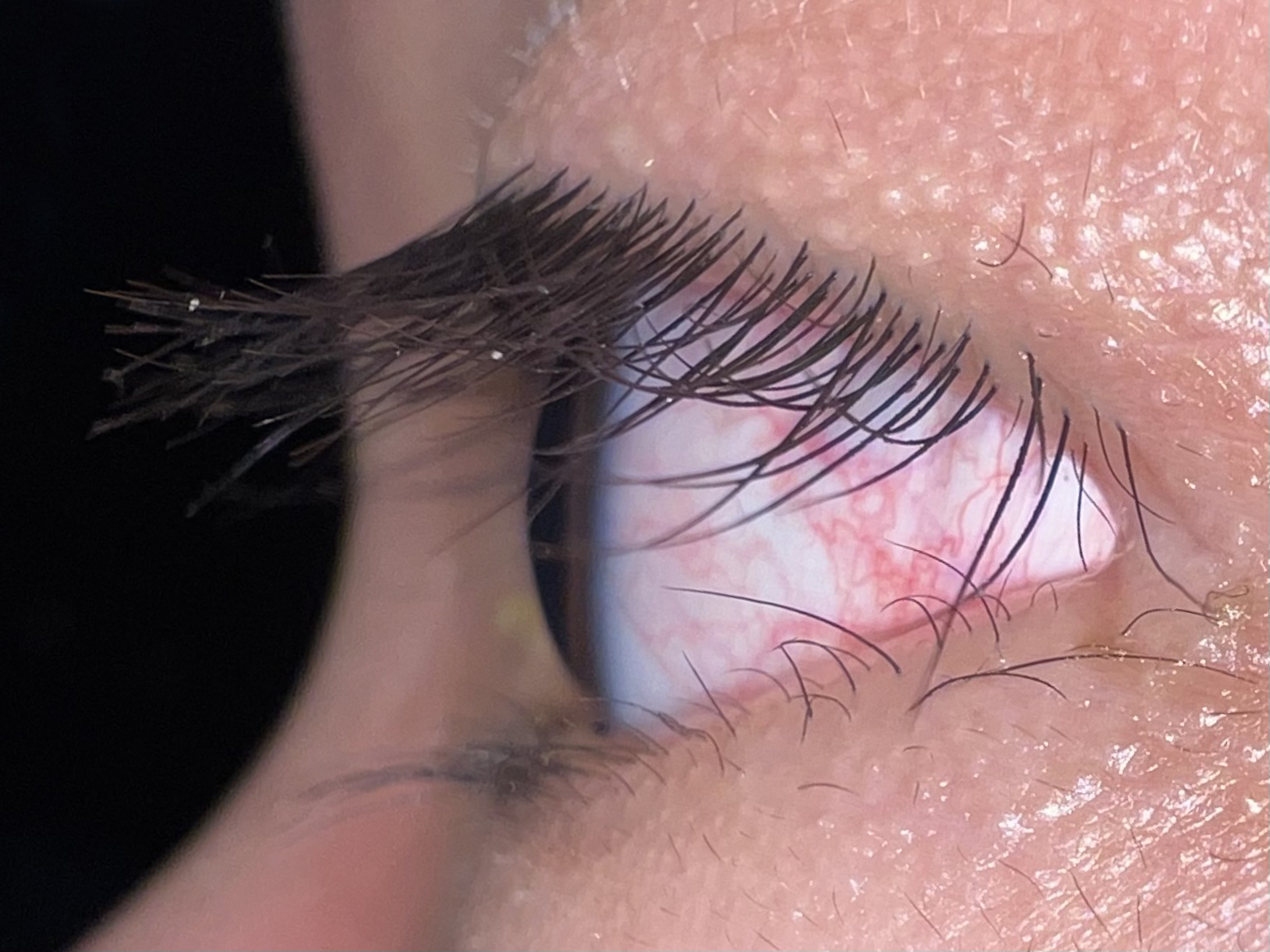
속눈썹은 여기 위쪽 속눈썹에서 볼 수 있듯이 눈에 들어가기 전에 먼지를 잡는다.

인간의 속눈썹은 세 가지 주요 기능을 수행한다.
1. 먼지나 이물질이 눈에 들어가기 전에 잡아서 눈을 보호한다.
2. 이물질이 눈에 접근하여 속눈썹에 닿을 경우 눈 깜박임 반사를 유발한다.
3. 각막 눈물막의 증발을 조절하거나 감소시킨다.

## 구조

### 발달
인간 배아의 속눈썹은 임신 22주에서 26주 사이에 외배엽에서 발달한다.
속눈썹 색깔은 머리카락 색깔과 다를 수 있는데, 짙은 머리카락을 가진 사람은 속눈썹 색깔이 어둡고, 밝은 머리카락을 가진 사람은 속눈썹 색깔이 밝은 경향이 있다.

## 사회와 문화
길고 풍성한 속눈썹은 오랫동안 많은 문화권에서 아름다움의 표시로 여겨져 왔다. 성별에 따른 차이가 없고 이차적 성징이 아님에도 불구하고, 긴 속눈썹은 흔히 여성적 특성으로 간주되며, 연구에 따르면 긴 속눈썹을 가진 여성이 더 건강하고 여성스러워 보인다고 한다. 그럼에도 불구하고 긴 속눈썹은 남성과 여성 모두에게 매력적인 얼굴 특징으로 여겨진다. 반면 하자족 여성들은 스스로 속눈썹을 다듬는 것으로 알려져 있다.
긴 속눈썹은 전체적인 얼굴 매력에 기여하는 역할 때문에 소중히 여겨지고 바람직한 특성이다. 한 연구에 따르면 일본의 20~30대 여성 그룹은 위쪽 속눈썹을 14.1mm까지 원하는 것으로 나타났다. 이는 일반적인 인간 속눈썹 길이 범위를 벗어나는 길이이자 같은 인구의 평균 길이인 6.8mm보다 두 배 이상 긴 길이이다.
고대 로마인들은 긴 속눈썹을 미학적으로 이상적인 눈의 구성 요소로 여겼다. 장로 플리니우스는 속눈썹이 성적 과잉으로 인해 빠졌기 때문에 여성들은 순결의 상징으로 긴 속눈썹을 원했다고 썼다. 이것은 매독의 증상이 속눈썹 탈모증인 경우가 많기 때문에 의학적 근거가 있을 수 있으며, 이는 속눈썹이 짧거나 희박한 개인이 성적으로 난잡하다는 것을 암시한다.

## 다른 동물의 경우
속눈썹은 포유류에서 발견된다. 낙타의 속눈썹은 눈에 띄게 길고 두껍다. 말과 소에게도 속눈썹이 있다. 유전된 속눈썹 문제는 말뿐만 아니라 일부 품종의 개에서도 흔히 발생한다.
속눈썹은 새에게서 흔하지는 않지만 알려지지 않은 특징이다. 코뿔새는 타조와 마찬가지로 눈에 띄는 속눈썹(미늘이 없는 흔적 깃털)을 가지고 있다. 파충류 중에서 속눈썹 독사만이 눈 위에 속눈썹과 매우 흡사하게 보이는 변형된 비늘들을 보여준다.

## 같이 보기
- 눈썹
- 속눈썹 연장
- 겨드랑이털
- 음모 (생리학)